# Temple mormon de Mount Timpanogos
Le temple mormon de Mount Timpanogos est un temple de l’Église de Jésus-Christ des saints des derniers jours situé à American Fork, dans l’État de l’Utah, aux États-Unis. Il a été inauguré le 13 octobre 1996.